# 網誌媒體
網誌媒體有限公司（英文：bMEDIA Limited），是香港一家私人股份有限公司，由張宇軒、李澔明、張君勁、江天樂在2009年創立。旗下主要網站為綜合科技資訊網站Unwire.hk。